# Maria Bastiaans
Maria Elizabeth Bastiaans (Voorst, 29 december 1847- Den Bosch, 28 januari 1897) was een Nederlands organiste.
Ze werd geboren binnen het gezin van (toen organist te Amsterdam) Johannes Gijsbertus Bastiaans en Margaretha Anna Elizabeth Brinck. Ze huwde in 1876 een dan nog horlogemaker Carel Frederik Cordes, die later een bekend fotograaf zou worden. Haar zuster Anna Laura Julia Bastiaans, modiste van beroep, werd de vrouw van Louis Johan Cordes, de broer van Carel Frederik.
Haar muzikale opleiding kreeg ze van haar vader. Ze studeerde daarbij piano en orgel en stond algemeen bekend als een wonderkind. Al op negenjarige leeftijd (5 maart 1857) was ze te bewonderen tijdens een concert in Odéon, Amsterdam, waarbij ook de Amsterdamse cellist Ernest Appy en Duitse violist Johann Naret-Koning betrokken waren. Een jaar later speelde ze in diezelfde gelegenheid een "pianoconcert in c moll" van Wolfgang Amadeus Mozart en een werk van Franz Liszt, waarbij ze zodanig bewondering oogstte, dat ze aantal keren terug op het podium werd geroepen. Op veertienjarige leeftijd bespeelde ze het hoofdorgel van de Grote of Sint-Bavokerk in Haarlem.
Vanaf najaar 1866 was ze enige tijd organiste van de Grote of Sint-Clemenskerk in Steenwijk. Na haar huwelijk met Cordes trok zij zich terug.